# توماس رورگر
توماس رورگر (آلمانی: Thomas Rohregger؛ زادهٔ ۲۳ دسامبر ۱۹۸۲) دوچرخه‌سوار اهل اتریش است.
وی عضو تیم‌های تیم میلرام و تیم ترک-سگافردو بوده است.